# Michał Leszczyński (architekt)
Michał Leszczyński (ur. 1969) – polski architekt, założyciel i prezes zarządu pracowni Grupa 5 Architekci.

## Życiorys
W 1995 r. ukończył studia na Wydziale Architektury Politechniki Warszawskiej. Uzyskał również dyplom Master of Business Administration na Institut Superieur de Gestion a Paris (1993).
Po studiach doświadczenie zawodowe zdobywał m.in. w pracowniach JEMS Architekci oraz Szymborski & Zielonka Architekci. W 1998 r. wraz z Romanem Dziedziejko, Rafałem Zelentem, Krzysztofem Mycielskim i Mikołajem Kadłubowskim założył biuro Grupa 5 Architekci. Współautor ponad 400 projektów, w tym 41 zrealizowanych budynków funkcji mieszkaniowej, biurowej, użyteczności publicznej, szkolnictwa i opieki zdrowotnej.
W 2008 r. zaczął prowadzić zajęcia na Wydziale Architektury Politechniki Gdańskiej. W 2022 uzyskał stopień naukowy doktora nauk technicznych z wyróżnieniem na PG.

## Nagrody i wyróżnienia
- Grand Prix w konkursie Nagroda Roku SARP (2018) za budynek Wydziału Radia i Telewizji Uniwersytetu Śląskiego w Katowicach (wspólnie z BAAS Arquitectura i Biurem Projektowym MAŁECCY)[4]
- Europa Property CEE Green Buildings – finalista w kategorii Architect of the Year (2012)
- Wyróżnienie w konkursie Nagroda Roku SARP (2008) za budynek biurowy Harmony Office Center w Warszawie[5]